# 丁錫祜
丁錫祜（?—?），山東省萊州府濰縣人，清朝政治人物、同進士出身。
光緒二十四年（1898年），参加光緒戊戌科殿試，登進士三甲9名。同年五月，以主事分部学习。